# 헤르볼츠하임

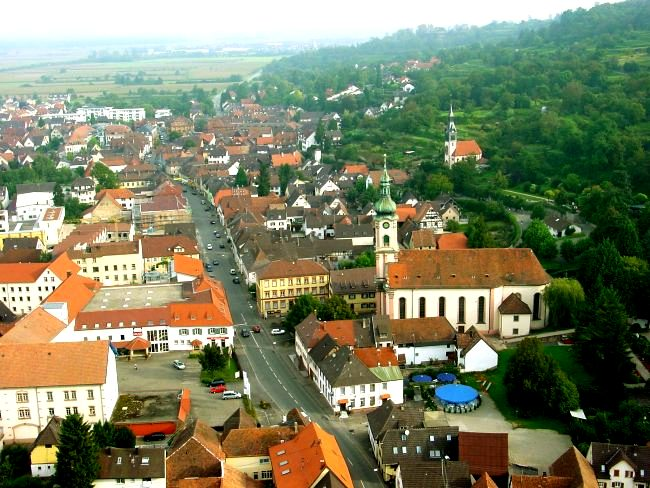
헤르볼츠하임

헤르볼츠하임(독일어: Herbolzheim)은 독일 바덴뷔르템베르크주에 위치한 도시로 면적은 35.48km2, 높이는 177m, 인구는 10,738명(2015년 12월 31일 기준), 인구 밀도는 300명/km2이다. 프라이부르크에서 북쪽으로 26km 정도 떨어진 곳에 위치한다.

시 문장